# Logista
Logista, denominada Compañía de Distribución Integral Logista Holdings SA, o Grupo Logista, opera a través de sus filiales como distribuidor de productos y servicios a comercios de proximidad en Europa. El grupo, heredero de la antigua Tabacalera española, más tarde Altadis, distribuye tabaco, productos farmacéuticos, libros y publicaciones periódicas, así como transacciones electrónicas, entre otros. Logista también presta servicios de transporte de larga distancia y carga completa, servicios de transporte a temperatura controlada, paquetería industrial y servicios de mensajería urgente.
Con aproximadamente 300 000 puntos de entrega en España, Francia, Italia, Portugal y Polonia, así como con unas 45 000 terminales de puntos de venta, es una de las compañías de distribución más importantes de Europa. Forma parte del índice IBEX 35.

## Historia
Los orígenes de Logista se remontan a la división de distribución de Tabacalera (entonces Altadis ), de la que se escindió en 1999.
En 2008 Imperial Brands adquirió Grupo Logista, manteniendo la gestión independiente de la compañía.
En 2014 se crea la Compañía de Distribución Integral Logista Holdings, SAU (Grupo Logista), sociedad matriz de la Compañía Operadora de Compañía de Distribución Integral Logista SAU (antigua matriz del Grupo). Logista comenzó a cotizar en la Bolsa de Madrid el 14 de julio de 2014, a un precio de 13 € por acción y forma parte del IBEX 35.

## Empresas del grupo
La compañía opera en Europa a través de numerosas marcas, la mayoría de capital 100% del grupo: Logista, Integra2, Logesta, Logistadis, MidSid, Nacex, Supergroup y Terzia, entre otras.
La red de infraestructura europea de Logista comprende unos 400 almacenes, incluidos 42 almacenes centrales/regionales y 363 puntos de servicio, superando el millón de m 2 de almacenamiento.
En 2022 adquirió el 60% de la empresa logística murciana Transportes el Mosca.

### Pandemia Covid
Desde marzo de 2020 los ingresos de la compañía se vieron dañados por la parálisis de la pandemia de coronavirus internacional. Dos años después, entre octubre de 2021 y junio de 2022, los nueve primeros meses de su ejercicio fiscal, ganó 143 millones de euros, un 4,3 % más que un año antes. El grupo logístico aumentó un 6,7% la facturación y repartió 0,43€ por acción en julio de 2022.